# Alqosh
Alqōsh eller Alqūsh (syriska: ܐܠܩܘܫ, arabiska: القوش), är en assyrisk stad på Nineveslätten i norra Irak, cirka 30 km norr om staden Mosul. Dess befolkning på 15 000–20 000 personer tillhör den kaldeisk-katolska kyrkan.